# هامر (ناحیه ییندریخوف هرادتس)
هامر (به زبان چکی=Hamr) یک منطقهٔ مسکونی در جمهوری چک است که در ناحیه ییندریخوف هرادتس واقع شده‌است. هامر ۱۱٫۹۴ کیلومتر مربع مساحت و ۳۴۴ نفر جمعیت دارد و ۴۵۰ متر بالاتر از سطح دریا واقع شده‌است.